# NGC 1250
NGC 1250 је лентикуларна галаксија у сазвежђу Персеј која се налази на NGC листи објеката дубоког неба.
Деклинација објекта је + 41° 21' 20" а ректасцензија 3h 15m 21,0s. Привидна величина (магнитуда) објекта NGC 1250 износи 13,0 а фотографска магнитуда 14,0. NGC 1250 је још познат и под ознакама UGC 2613, MCG 7-7-40, CGCG 540-66, PGC 12098.